# La Unión (Chile)
La Unión – miasto i gmina w południowym Chile, ośrodek administracyjny prowincji Ranco, w regionie Los Ríos. Położone jest w południowej części Doliny Środkowochilijskiej nad rzeką Bueno ok. 40 km na wschód od jej ujścia do Oceanu Spokojnego. Miasto zostało założone w 1821.
Miasto jest ważnym ośrodkiem przemysłu mleczarskiego.